# 张安琪 (主播)
张安琪（？—）是中国中央电视台新闻频道主播，主持《朝闻天下》。

## 生平
2019年10月，张安琪参加《中央广播电视总台2019主持人大赛》，入选新闻30强选手。
2021年3月1日，张安琪出任中国中央电视台新闻频道《新闻直播间》主播。4月25日，张安琪主播《午夜新闻》。9月25日，张安琪和男主播张仲鲁共同主播《朝闻天下》。

## 新闻节目
- 《新闻直播间》
- 《午夜新闻》
- 《朝闻天下》